# 養老村 (岐阜県)
養老村（ようろうむら）は、かつて岐阜県養老郡に存在した村である。
現在の養老郡養老町の西部に該当し、養老山地の麓の村である。
村名は、養老郡に由来するが、元々は養老の滝に伝えられている「養老孝子伝説」に由来する。
養老町は養老村が町制施行した町と誤解されるが、養老町は高田町、養老村などの養老郡の町村が新設合併した町である。

## 歴史
- 江戸時代末期、この地域は美濃国多芸郡、石津郡であり、天領、大垣藩領であった。
- 1871年（明治4年） -
  - 多芸郡喜多村新田と石畑村が合併し、石畑村となる。
  - 多芸郡柏尾村と柏尾新田が合併し、柏尾村となる。
- 1878年（明治11年） - 郡区町村編制法施行に伴い、石津郡は上石津郡と下石津郡に分割される。
- 1889年（明治22年）7月1日 - 多芸郡押越村、明徳村、上方村、五日市村、石畑村、竜泉寺村、白石村、勢至村、柏尾村が合併し、養老村（初代）となる。
- 1897年（明治30年）4月1日[1] - 郡制に基づき多芸郡の一部と上石津郡が合併し、養老郡となる。
- 1897年（明治30年）4月1日
  - 旧・押越村域が分離し、高田町に編入される。
  - 残部と澤田村 、櫻井村[2]が合併し、改めて養老村が発足。
- 1954年（昭和29年）11月3日 - 高田町、広幡村、上多度村、池辺村、笠郷村、小畑村、多芸村、日吉村、合原村の一部と合併し養老町が発足。同日養老村廃止。

## 小字
- 大字明徳
  - 板屋海道、河原崎、中島、柳原、（谷口、柏尾道東）
- 大字上方
  - 北海道、松ノ木原、稗田、梅ノ木原、岩坂、稗田之下、神明前、桐之木原、北河原、焼田、渕脇、東河原、新田分、天神畑、出口、鬼頭新田、下河原
- 大字五日市
  - 大河原、桑ノ木原、上リ戸、柳原、澄田、しつ（氵(さんずい)に一の下に絲と土)畑（濕畑）、宮東、断前、大畝町、下市場
- 大字石畑
  - 柳橋、山本、見上田、八反田、溝起、宮代起、野白、金尾起、井口北、瀬古口、溜池、喜多村、中門、戸関、森尾田、北ノ口、関鎮、石田、八郎墳、平木、坂巻、薮ノ内、河戸、山渡瀬、池田、東門、南門、八千代原、庄畑、（鷲巣下）
- 大字竜泉寺
  - 早稲田、簗場、大墳、広田、垣ノ内、牛谷、中尾、野畔、溝尻、上河原、村下、外屋敷、北尾、南尾、威徳山
- 大字白石
  - 村上、木戸口、北越、口郷、才造畑、中割、北井戸、未新田、辰新田、長割、松原、舟岡、千人墳、京ノ脇、唐谷、村下、滝谷、小谷山、高林、菊水、
- 大字勢至
  - 町屋、横平、鍛冶屋町、甚五郎、葉場、江ノ尾、山畑、北畑、留山、草生、行平
- 大字柏尾
  - 北野、初畑、北越、花之木段、南代、四番割、中割、谷口、表山、裏山
- 大字沢田
  - 道島、向島、大門、中島、内町、井下、吉谷、刎ノ段、堀川、片欠、高野、桜井前、丁田、東段原、境谷、南谷、吉谷、堂谷、宮谷、南山、岩須
- 大字桜井
  - 村内、村下、広畑、芝野、中林、平松、坂尻

括弧内は養老郡誌に記載されている小字名。

## 学校
- 養老村立養老北小学校
- 養老村立養老南小学校

## 交通機関
- 近畿日本鉄道養老線
  - 養老駅

## 神社・仏閣
- 養老寺
- 養老神社

## 観光
- 養老の滝
- 養老山
- 養老公園